# 卡洛·阿庫蒂斯
嘉祿·阿庫蒂斯（英語：Blessed Carlo Acutis、 拉丁文： Beatus Carolus Acutis，1991年5月3日—2006年10月12日）是一名義大利青少年网页设计師，15歲時因白血病去世。他記錄並分類整理了聖體奇蹟和獲得羅馬教廷羅馬教廷認可的聖母顯現，並將這些內容發布在他編寫的天主教網站上。真福嘉祿以他的開朗性格、自學編碼技能以及對聖體聖事的熱心而聞名，這些特質成為他富有信德的一生的核心主題。他於2020年10月10日在亚西西的圣方济各圣殿被教宗方濟各列真福品。
2024年5月23日，教宗方濟各在樞密會議上正式認可了與真福嘉祿·阿庫蒂斯代禱有關的第二個奇蹟，使得他有望封圣成為世界上首位千禧世代的教會聖人。

## 生平
真福嘉祿·阿庫蒂斯於1991年5月3日在英國倫敦出生，父母為安德肋·阿庫蒂斯（Andrea Acutis）和安多尼婭·薩爾扎諾（Antonia Salzano），是義大利富裕家族的成員。，父親的家族在義大利保險業工作，母親經營一家出版公司。他於1991年5月18日在車路士痛苦之母堂領聖洗聖事，同年9月隨家人搬至意大利米蘭。嘉祿在七歲時初領聖體，十二歲時領堅振聖事。童年時期，他就讀於米蘭小神廟遺址聖母堂堂區的，由聖馬策里納修女會負責的小學和中學，之後進入了耶穌會所屬的米蘭良十三世研究所高中。
除了在富裕家庭成長，嘉祿並相當珍惜與近人間的友誼，喜好足球運動和其他興趣。他被描述是一個俊朗且受歡迎的少年，從小就具有深厚的信仰。除了每日參加彌撒，唸玫瑰经，朝拜聖體奇蹟和敬禮聖母。他以聖方濟各及聖雅欽大·瑪爾多、道明·薩維肋、聖类思·公撒格和聖泰西修為榜樣，並積極參與保護身處困境中的朋友、支援無家可歸者的志願活動，並服務於預備初領聖體和預備領堅振的兒童教理講授課程。
儘管是一名普通學生，但年輕的嘉祿已經熱衷於閱讀並獨立追求其他學術領域
，包括學習計算機使用和自學薩克斯演奏，真福尤其在互联网方面展現出專業知識，並熟練使用Adobe Dreamweaver、Java、C++和Ubuntu。他常常幫助別人解決技術問題。他周圍的人認為他是「极客」，為了將信仰傳播給年輕一代，他受到雅培里神父利用媒體傳播福音的啟發，並計劃創建一個網站以實現相同的目標。
嘉祿·阿庫蒂斯於2004年推出了一個網站，專門對世界各地的聖體奇蹟進行整理，並維護天主教會批准的聖母顯現列表。阿庫蒂斯透過自學編程，學習拍攝影片、視頻剪輯和動畫製作，令網站內容更加豐富。他為此工作了兩年半，與此同時，他的整個家庭都參與了該計劃。該網站於2006年10月4日聖方濟各紀念日揭幕，不僅提供線上查閱，還舉辦了150個面板的展覽。由於住院，阿庫蒂斯未能參加他在羅馬圣盎布羅削和聖嘉禄堂舉行的展覽開幕。該展覽也在他的高中米蘭良十三世研究所中學舉辦。

### 逝世

位於義大利亞西西雪地聖母堂的真福嘉祿·阿庫蒂斯遺體聖髑特寫。

2006年10月初，嘉祿·阿庫蒂斯開始出現喉嚨發炎的症狀。他的父母帶他去看醫生，最初被診斷為腮腺炎和脫水，這一診斷也得到了另一位家庭醫生的確認。幾天後，嘉祿的疼痛加劇，虛弱到無法下床進堂參與聖體聖事。
嘉祿被送往一家專門治療血液疾病的診所，被診斷為急性早幼粒细胞白血病，完全康復的機會微乎其微。病情迅速發展，他被緊急轉送至重症監護室並接受人工機械通氣，在一天後轉院到米蘭北部的聖傑拉多醫院。重病中的嘉祿·阿庫蒂斯為教宗本篤十六世和天主教會將自己的苦難作為補贖奉獻於聖教會，隨後真福便陷入昏迷送往重症監護室，接受血液淨化治療。在一次腦出血後，他於2006年10月11日下午6點45分被宣佈腦死亡，享年15歲。 
10月14日，他的殯葬彌撒在米蘭的小神廟遺址聖母堂舉行，隨後被安葬。根據真福的遺願，他的遺體於2007年1月轉移到亞西西的聖方濟各墓地，並於2019年1月重新被移出墓地。同年4月，遺體轉移至亞西西老城的雪地聖母堂。堂區唱經班唱了一首由馬爾谷·馬莫利特別為遷供真福遺體爾創作的《不是我，但是天主》的讚美歌曲。

## 列品
榮列真福品
嘉祿·阿庫蒂斯逝世後不久，人們就開始呼籲啟動他的列品案調查。2012年10月12日，即他逝世六週年之際，米蘭總教區啟動他的列品程序。他獲得了「天主的忠僕」稱號，2018年7月5日，教宗方濟各頒賜他「可敬者」稱號。
2020年2月21日的樞密會議中，教宗方濟各承認了經由嘉祿·阿庫蒂斯的代禱而發生的奇蹟，批准了列真福品案。同年10月10日，在宗座代表奥斯定·瓦利尼樞機主教的主持下，在牙西西的聖方濟各聖殿舉行了宣福禮。
榮列聖品
2024年5月23日的樞密會議中，教宗方濟各承認了經由真福嘉祿‧阿庫蒂斯的代禱而發生的第二個奇蹟，自此鋪平了他列聖品的道路。這使嘉祿·阿庫蒂斯將成為天主教會的首位在1980年代和1990年代出生的千禧世的聖人。
2024年7月1日，在教宗方濟各召開的樞密會議上，真福嘉祿‧阿庫蒂斯的列聖案被正式批准。封聖禮將於4月27日舉行，預計將成為網路領域的主保聖人。；教廷因教宗方濟各去世而宣布有關封聖儀式將會延後進行。
2025年6月13日，教宗良十四世在公開常務樞密會議上確定：真福嘉祿·阿庫蒂斯（Carlo Acutis）和真福俾肋·喬治·弗拉薩蒂（Pier Giorgio Frassati）的封聖典禮將於今年2025年9月7日主日在羅馬聖伯多祿大殿前廣場隆重舉行。

## 另見
- 受福者列表（英语：List_of_beatified_people）

### 書目
- Conquer, Will. . Sophia Institute Press. 2021. ISBN 9781644134849.

## 外部連結
- 官方網站 （页面存档备份，存于）
- 聖母顯靈 （页面存档备份，存于） – 阿庫蒂斯撰寫的聖母顯靈列表
- 聖體奇蹟 （页面存档备份，存于） – 阿庫蒂斯撰寫的聖體奇蹟列表
- 2006 Hagiography Circle （页面存档备份，存于）
- Wolverhampton Parish of Blessed Carlo Acutis （页面存档备份，存于） – Incorporating the churches of St Peter and St Paul's Church, Wolverhampton, St Michael and St Bernadette.
- "My Son Carlo" （页面存档备份，存于） – 卡洛·阿庫蒂斯的傳記，由他的母親安東尼婭·阿庫蒂斯撰寫。